# Bailleau-le-Pin
Bailleau-le-Pin é uma comuna francesa na região administrativa do Centro, no departamento Eure-et-Loir. Estende-se por uma área de 16,61 km². Em 2010 a comuna tinha 1 587 habitantes (densidade: 95,5 hab./km²).